# Sixte (Kartenspiel)
Sixte (fr. etwa: Sechsspiel), dt.: Sechsern ist ein Kartenspiel für sechs Personen, das mit einem Paket zu 36 Blatt gespielt wird. Jeder Spieler erhält sechs Karten; der Geber schlägt – so wie beim Whist – das letzte (ihm selbst gehörige) Blatt als  Trumpf auf.
Die Folge der Karten ist die natürliche: Ass, König usw. bis Sechs. Es muss Farbe bekannt und möglichst überstochen werden.
Wer drei Stiche erzielt, markiert einen Punkt (Point); haben aber zwei Spieler je drei Stiche, so markiert nur der, der zuerst drei Stiche gewonnen hat. Wenn z. B. drei Spieler je zwei oder alle sechs Spieler je einen Stich erzielen, so markiert nur derjenige Spieler einen Punkt, der als Erster zwei bzw. einen Stich gewonnen hat.
Schlägt der Geber ein Ass als Trumpf auf, so markiert er einen Punkt.
Eine Partie besteht aus sechs Spielen. Der Spieler, der am Ende der Partie die meisten Punkte besitzt, gewinnt den Einsatz.
Bei der Sizette gelten dieselben Regeln, es sind aber je drei Personen verbündet. Diese setzen sich so, dass nie zwei von einer Partei nebeneinander sitzen. Jede Partei wählt sich einen Leiter, dessen Aufgabe es ist, sich durch geschickte Fragen über die Karten seiner Partner zu unterrichten, ohne hierdurch der Gegenpartei zu viel zu verraten. Der Leiter der Vorhandspartei berät sich mit seinen Partnern zuerst und dirigiert danach das Ausspielen; hierauf berät sich die andere Partei. Die Partei, welche zuerst drei Stiche macht, gewinnt das Spiel; alle sechs Stiche gewinnen doppelt.
Anmerkung: Manchmal gilt auch die vom Écarté her bekannte Rangfolge der Karten: König – Dame – Bube – Ass (!) – Zehn – Neun – Acht – Sieben – Sechs.